# Josip Bozanić
Josip Bozanić (Rijeka, 20 de março de 1949) é um cardeal católico croata, arcebispo emérito de Zagreb.

## Biografia
De uma família de agricultores, filho de Ivan Bozanić e Dinka Valković, seu nome em croata é Josipom Bozanićem. Estudou no Seminário Menor de Pazin (com escola de gramática clássica) e nas Faculdades de Teologia de Rijeka e Zagreb (mestrado em teologia). Foi ordenado padre em 29 de junho de 1975, na Catedral de Krk, por Karmelo Zazinović, bispo de Krk. Foi secretário do bispo de Krk (1975-1976) e vigário paroquial (1976-1978).
Depois, foi a Roma como aluno da Pontifícia Universidade Gregoriana (teologia dogmática) e da Pontifícia Universidade Lateranense (mestrado em direito canônico). Em seu retorno à Iugoslávia, foi nomeado chanceler da Cúria Diocesana em Krk (1986-1987), vigário-geral (1987-1989), além de trabalhar como professor de direito canônico e teologia dogmática no Seminário de Rijeka, entre 1988 e 1997.
Eleito bispo-coadjutor de Krk em 10 de maio de 1989, foi consagrado em 25 de junho, na Catedral de Krk pelo cardeal Franjo Kuharić, arcebispo de Zagreb, coadjuvado por Josip Pavlisić, arcebispo de Rijeka-Senj e por Karmelo Zazinović, bispo de Krk. Sucedeu como bispo da Diocese em 14 de novembro do mesmo ano.
Promovido à sé metropolitana de Zagreb em 5 de julho de 1997, no mesmo ano em que se tornou presidente da Conferência Episcopal da Croácia.
Em 21 de setembro de 2003, foi anunciada a sua criação como cardeal pelo Papa João Paulo II, no Consistório de 21 de outubro, em que recebeu o barrete vermelho e o título de cardeal-presbítero de São Jerônimo dos Croatas.
Atualmente, é membro dos seguintes corpos da Cúria Romana: Congregação para o Culto Divino e a Disciplina dos Sacramentos, Congregação para a Educação Católica, Pontifício Conselho para a Promoção da Nova Evangelização e Comissão de Cardeais para a Vigilância do Instituto para as Obras de Religião.

## Conclaves
- Conclave de 2005 - participou da eleição de Joseph Ratzinger como Papa Bento XVI.
- Conclave de 2013 - participou da eleição de Jorge Mario Bergoglio como Papa Francisco.
- Conclave de 2025 - participou da eleição de Robert Francis Prevost como Papa Leão XIV.